# Entier court
En programmation informatique, un entier court (en anglais short integer) est un type de données qui représente un nombre entier pouvant prendre moins de place sur une même machine qu'un entier normal.
Une variable définie dans un langage de programmation comme une entier court peut avoir une taille différente dans un autre. Dans beaucoup de langages, cette taille est fixée par la plate-forme, tandis que dans d'autres, elle dépend de la machine. Dans certains langages, ce type de données n'existe pas du tout.
En C, ce type est annoncé par short. Il requiert au moins 16 bits de mémoire, et est souvent plus petit qu'un entier standard (bien que ce ne soit pas nécessaire),. Un programme conforme peut normalement stocker des valeurs entre −(215−1) et 215−1, mais il n'est pas assuré que l'intervalle ne soit pas plus grand. En Java, un short est toujours un entier sur 16 bits. Dans l'API Windows, le type SHORT est défini comme un entier 16 bits signé sur toutes les machines.

## Tailles habituelles
| Langage de programmation | Plates-formes             | Nom du type de données | Signature | Taille en octets | Valeur minimum | Valeur maximum |
| ------------------------ | ------------------------- | ---------------------- | --------- | ---------------- | -------------- | -------------- |
| C and C++                | Implémentation habituelle | short                  | signed    | 2                | −32 768        | 32 767         |
| C and C++                | Implémentation habituelle | unsigned short         | unsigned  | 2                | 0              | 65 535         |
| C#                       | .NET CLR/CTS              | short                  | signed    | 2                | −32 768        | 32 767         |
| C#                       | .NET CLR/CTS              | ushort                 | unsigned  | 2                | 0              | 65 535         |
| Java                     | Plate-forme Java          | short                  | signed    | 2                | −32 768        | 32 767         |